# Cordia subcordata
Espèce
Statut de conservation UICN

 LC  : Préoccupation mineure
Cordia subcordata ou noyer d'océanie ou faux-ébène, appelé tou à Tahiti, est une espèce de plante du genre Cordia de la famille des Boraginaceae.

## Description
C'est un arbre trapu pouvant dépasser les quinze mètres de haut et un mètre de diamètre. Il est en fleurs (inflorescence de cinq à vingt fleurs orange en forme d'entonnoir plus ou moins plissées) et en fruits toute l’année, son écorce est gris beige, les feuilles sont simples, alternes, ovales de 7 à 30 cm de long. Les fruits verts lorsque jeunes à brun-noir à maturité, ont la forme d’une drupe de 2 cm. Les fruits, flottants, sont disséminés par les courants marins.

## Répartition
Son habitat naturel est en Afrique Australe, Afrique de l'Est, dans l'océan Indien (notamment archipel des Comores, Madagascar), dans l'océan Pacifique (notamment Polynésie française), Nouvelle-Calédonie).

## Utilisation
On les appelle tou en Polynésie française. Ils ont été plantés massivement aux Tuamotu de l'Est en 1906, à la suite du passage de cyclones qui ont ravagé les villages. Les habitants y ont pris l'habitude de se rencontrer sous leurs feuillages.
Ils sont utilisés en ébénisterie, pour concevoir des tambours (pahu), récipients (koka), statuettes tiki, notamment aux îles Marquises, chevalets de râpe à coco, et des meubles.
Le bois de tou est aussi utilisé en lutherie pour la confection d’ukulélés tahitiens.